# Crisis electoral en Perú de 2021
Durante el conteo de votos y tras la publicación de los resultados del balotaje de las elecciones generales de Perú de 2021 por parte de la Oficina Nacional de Procesos Electorales (que arrojaban un resultado favorable para Pedro Castillo), su oponente Keiko Fujimori, su organización política Fuerza Popular y sus representantes, realizaron un esfuerzo agresivo y sin precedentes para tratar de revertir el resultado. Fujimori y sus aliados ─que forman parte del conservadurismo peruano, quienes realizaron una campaña electoral en ese año─ promovieron numerosas afirmaciones sin fundamento de que la elección les fue robada a través de una conspiración comunista internacional, una manipulación de las actas electorales y un supuesto fraude electoral, generando un clima de crisis electoral.
Los intentos de revocar las elecciones fueron calificados como «trumpismo andino», en analogía a las acciones del expresidente estadounidense Donald Trump tras su derrota en las elecciones presidenciales de Estados Unidos de 2020. Incluso el medio The New York Times afirmó que los intentos ocurridos en Perú fueron más peligrosos.
Las acusaciones fueron desestimadas por la justicia electoral peruana y rechazadas por los observadores electorales de la Organización de Estados Americanos, la Unión Europea, la Asociación Civil Transparencia, IDEA Internacional, entre otras. El Departamento de Estado estadounidense emitió un comunicado calificó al sistema electoral peruano como «un modelo de democracia en la región» y a las propias elecciones como «libres, justas, accesibles y pacíficas». Por otro lado, varios personajes públicos (principalmente aliados de Fujimori en el balotaje y políticos de derecha) se negaron a reconocer la victoria de Castillo, insistiendo en un fraude electoral y llegando a solicitar la repetición de elecciones.
La campaña de Fujimori formuló 945 pedidos de nulidad tras el día de las elecciones, todos los cuales fueron rechazados por los Jurados Electorales Especiales y el Jurado Nacional de Elecciones. La proclamación oficial de Pedro Castillo como presidente electo ocurrió el 19 de julio de 2021. La teoría de la conspiración que, a pesar de carecer de evidencia, sigue sosteniendo que hubo un fraude electoral en 2021 en contra se Fujimori se conoce actualmente en Perú como «fraudismo».

## Fondo

### Acusaciones previas de fraude electoral
Tras la difusión de los resultados preliminares de la primera vuelta, el candidato Rafael López Aliaga (quien quedó en tercer lugar y fuera del balotaje) denunció que no iba a permitir que le «roben» la elección, insinuando un supuesto «fraude electoral» en su contra y señalando a los organismos electorales, es decir, el Jurado Nacional de Elecciones (JNE) y la Oficina Nacional de Procesos Electorales (ONPE). Pese a que terminó apoyando a Keiko Fujimori (quien le ganó por poco más de 200 mil votos y aseguró su pase al balotaje) en oposición a Pedro Castillo (el ganador de la primera vuelta electoral), su organización política Renovación Popular solicitó la revisión de todas las actas a nivel nacional para reconocer los resultados. El JNE rechazó su apelación para este proceso, debido al envío de la solicitud fuera del calendario electoral y la ausencia de pruebas.

### Compromisos electorales durante la campaña
Con el inicio de la campaña del balotaje, Pedro Castillo y Keiko Fujimori suscribieron diversos compromisos con la institucionalidad democrática y el respeto al orden constitucional, siendo el más importante de esos la «Proclama Ciudadana», redactada por las iglesias católica y evangélica, junto a organizaciones civiles. El mismo día de la votación, los dos candidatos declararon que respetarían los resultados electorales «por ajustados que estos sean».

### Incidentes durante el desarrollo de los comicios

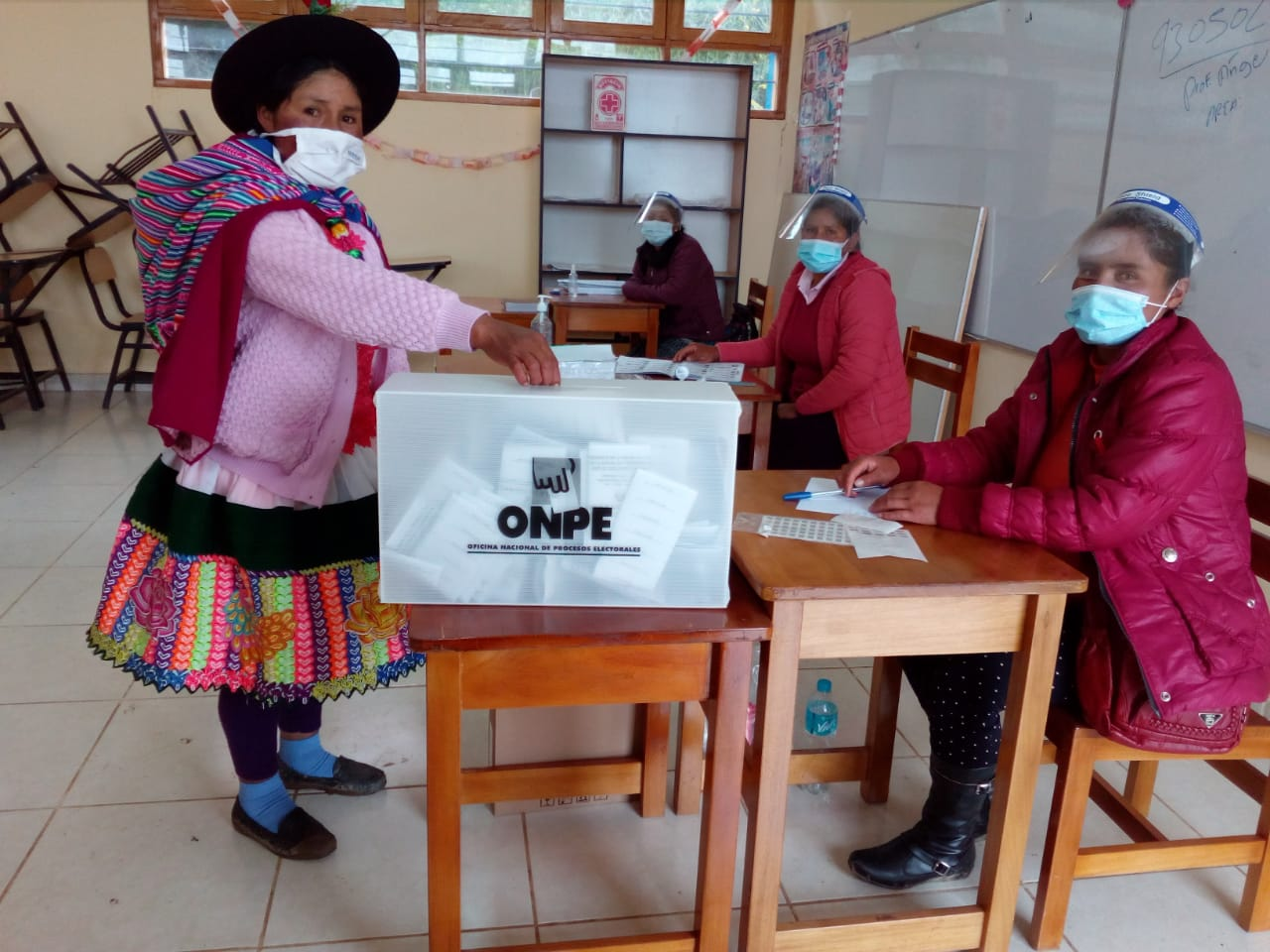
Mujer ayacuchana ejerciendo su derecho al voto durante la segunda vuelta electoral el 6 de junio de 2021.

En el desarrollo del escrutinio, se reportaron varios incidentes aislados con respecto a las mesas de sufragio y las cédulas de votación, principalmente el llenado irregular por parte de personeros de ambas organizaciones políticas. En un incidente confuso en Carabayllo (Lima), se acusó a un personero de Perú Libre de escribir líneas irregulares en el área de votación para Fuerza Popular, aparentemente tratando de inducir el voto por Fujimori. En Chiclayo, una personera de Perú Libre escribió las iniciales de su organización política en 256 cédulas de sufragio, teniéndose que emplear el material de reserva. En Tumbes, una personera de Fuerza Popular marcó tres cédulas a favor de Fujimori. En Miraflores (Lima), se reportó la existencia de una cédula marcada a favor de Castillo. En Arequipa, se denunció el impedimento de la entrada de personeros a los locales de votación.

## Desarrollo

### Publicación de los resultados preliminares (boca de urna y conteo rápido)
Tras la jornada electoral, la encuestadora Ipsos Perú difundió el flash electoral a boca de urna (una encuesta a la salida de los centros de votación) a las 7:00 p. m., donde Keiko Fujimori (50.3 %) obtenía una ajustada ventaja sobre Pedro Castillo (49.7 %), siendo la situación de un empate técnico. Horas después se dio a conocer el conteo rápido (un conteo de votos en mesas elegidas de forma aleatoria) por parte de la misma encuestadora, en donde Castillo (50.2 %) superaba a Fujimori (49.8 %), revelando otro empate técnico.

### Conteo de votos por la Oficina Nacional de Procesos Electorales (ONPE)
Alrededor de las 11:00 p. m., la Oficina Nacional de Procesos Electorales (ONPE) dio a conocer el primer avance de los resultados oficiales, sobre las actas urbanas más cercanas a los centros de cómputo, donde Fujimori (52.1 %) obtenía un resultado superior a Castillo (47.9 %). La ventaja inicial de Fujimori se fue reduciendo paulatinamente, conforme se contabilizaban las actas rurales y del extranjero. En la mañana del día siguiente, Castillo adelantó a Fujimori. El 15 de junio, la ONPE difundió los resultados finales en los cuales Castillo (50.1 %) superó a Fujimori (49.9 %) por apenas 44 mil votos; un margen similar al de las elecciones generales anteriores, donde el expresidente Pedro Pablo Kuczynski derrotó también a Fujimori.

### Primeras acusaciones contra el partido Perú Libre
Tras el sorpasso de Castillo en el conteo oficial de la ONPE, Keiko Fujimori convocó una conferencia de prensa, acusando al partido Perú Libre de una estrategia para «distorsionar o dilatar los resultados» de las elecciones, denunciando un presunto proceso masivo «impugnaciones de actas» por parte de la organización política de Castillo, insinuando «indicios de fraude en la mesa». Luis Galarreta, compañero de fórmula de Fujimori, afirmó que el partido de su oponente Pedro Castillo había realizado un alto número de «impugnaciones» a «actas» electorales en las que Keiko Fujimori saldría favorecida, esto con la finalidad de que dichas actas no puedan sumarse al conteo oficial hasta que no sean primero evaluadas por el Jurado Nacional de Elecciones.
En respuesta, Perú Libre acusó a Fujimori de tener todo «armado», declarando que «jamás incurrió al fraude electoral» y recordando las denuncias del fraude electoral en las elecciones de inicios de siglo, durante el fujimorato.
Estos primeros «indicios de fraude sistemático» fueron rebatidos por los entes electorales nacionales; tras la resolución de los votos impugnados y las actas observadas por los Jurados Electorales Especiales, Pedro Castillo superaba en número de votos a Keiko Fujimori.

### Demandas ante los Jurados Electorales Especiales (JEE)
El 9 de junio, Fuerza Popular anunció la formulación de recursos de nulidad contra 887 actas de sufragio pertenecientes a áreas donde había triunfado Pedro Castillo, alegando presuntas irregularidades como que las firmas de los miembros de mesa no coincidían exactamente con las del padrón del registro civil y la existencia de lazos de consanguinidad entre algunos integrantes de las mesas de sufragio. Estas denuncias fueron calificadas por sectores afines a Perú Libre como una maniobra para «negar el derecho a la participación política de miles de ciudadanos». Fueron 943 recursos de nulidad que, para el 19 de junio, en su tolidad, fueron declarados improcedentes e infundados en primera instancia por la justicia electoral peruana, «descartando cualquier aproximación a lo que pueda considerarse un fraude».

### Apelaciones ante el Jurado Nacional de Elecciones (JNE)
El 23 de junio, los primeros diez recursos de apelación de los pedidos de nulidad de actas electorales fueron rechazados por el Jurado Nacional de Elecciones, por mayoría (y solo con el voto en contra del magistrado Luis Arce Córdova). En consecuencia, Arce anunció su decisión de «declinar» a su cargo, acusando al tribunal de «clara parcialización» sobre el proceso electoral en curso, alegando que su decisión buscaba evitar que sus votos en minoría «sean utilizados para convalidar falsas deliberaciones constitucionales».
Al día siguiente, el Jurado Nacional de Elecciones suspendió a Arce como miembro titular del organismo, solicitando al Ministerio Público convocar al miembro suplente y rechazando «las expresiones agraviantes» formuladas en su carta de declinación. Víctor Rodríguez Monteza, accesitario de Arce, fue nombrado como su reemplazo. El 7 de julio, la Junta Nacional de Justicia peruana destituyó a Arce por sus presuntos vínculos con el exjuez César Hinostroza, investigado en el Caso Los Cuellos Blancos del Puerto, tras un proceso disciplinario iniciado en 2020.
De entre las 27 apelaciones referidas a temas de fondo (de 270 apelaciones elevadas al pleno del JNE, 200 correspondían a impugnaciones por nulidades planteadas fuera de plazo y 42 sin presentación del pago de tasa), se encuentran expedientes referidos a presunta falsificación de firmas (no conicindían con la del DNI ni la ficha de Reniec), lo cual, para el JNE, no acredita falsificación de firmas ni configura existencia de fraude electoral (al no resultar suficiente para concluir en una alteraciónd e los resultados de las votaciones).
Al respecto, Keiko Fujimori aseveró que "el sistema electoral se ha negado a ver los temas de fondo"; sin embargo, de acuerdo con Convoca Verifica dicha afirmación resultó falsa.

### Solicitud de auditoría electoral a la Organización de Estados Americanos (OEA)
El 28 de junio, tras los primeros rechazos de los recursos de nulidad por los tribunales electorales, Keiko Fujimori solicitó a la Organización de Estados Americanos (OEA) una «auditoría electoral» para revisar los resultados de las elecciones generales, acudiendo a Palacio de Gobierno con un escrito para el presidente Sagasti con la solicitud. Patricia Juárez (excandidata a la segunda vicepresidencia de Fuerza Popular) manifestó que el peritaje internacional era sobre «el fin de informar sobre todas las cosas que han ocurrido» en los comicios. El gobierno peruano rechazó el pedido señalando que la instancia competente era el Jurado Nacional de Elecciones y los informes positivos de los propios observadores electorales de OEA.
El 29 de junio, una delegación compuesta por el economista Daniel Córdova, la excandidata presidencial Nidia Vílchez (del Partido Aprista Peruano, que apoyó a Fujimori en el balotaje) y los congresistas electos Hernando Guerra García (de Fuerza Popular) y Jorge Montoya (de Renovación Popular, que apoyó a Fujimori en el balotaje) viajaron a Washington D. C. para realizar un fallido intento de reunirse con Luis Almagro, Secretario General de la OEA.

### Proclamación oficial de los resultados electorales
El 12 de julio, el Jurado Nacional de Elecciones rechazó en instancia definitiva todas las apelaciones presentadas por Fuerza Popular. El día siguiente, la totalidad de Jurados Electorales Especiales realizaron la proclamación descentralizada de los resultados electorales en sus respectivas jurisdicciones. Fujimori reconoció su derrota el 19 de julio. Ese mismo día, el Jurado Nacional de Elecciones proclamó oficialmente a Pedro Castillo como presidente electo.

### Archivo de denuncias por parte del Ministerio Público
El Ministerio Público archivó las denuncias por los supuestos delitos de falsificación de firmas por parte de miembros de mesa, todas las denuncias sobre falsificación fueron remitidas por el JNE a las fiscalías provinciales.

## Consecuencias

### Difusión de noticias falsas
Desde el inicio de la campaña electoral se difundieron noticias falsas, tanto notas sobre los candidatos presidenciales y sondeos de opinión sin sustento. En respuesta, el Jurado Nacional de Elecciones instaló un Comité Técnico de Fact Checking para detectar noticias falsas en las redes sociales, con el fin de «proteger la transparencia de los comicios y un adecuado y correcto acceso a la información». No obstante, durante las últimas semanas previas el balotaje, se lanzaron ataques con noticias falsas contra los organismos electorales (como la supuesta existencia de «votantes muertos» o presuntas negativas para aceptar observadores internacionales). Dicha situación fue advertida por diversos organismos nacionales e internacionales como una «preocupante y peligrosa campaña» de desprestigio contra el sistema electoral peruano y el terreno para reclamos de fraude de cualquiera de los candidatos tras la elección. El exjefe de la ONPE Fernando Tuesta valoró la situación como un intento no visto antes de deslegitimación del proceso electoral, calificando de «imposible» la existencia de un fraude.

### Protestas en Perú de 2021

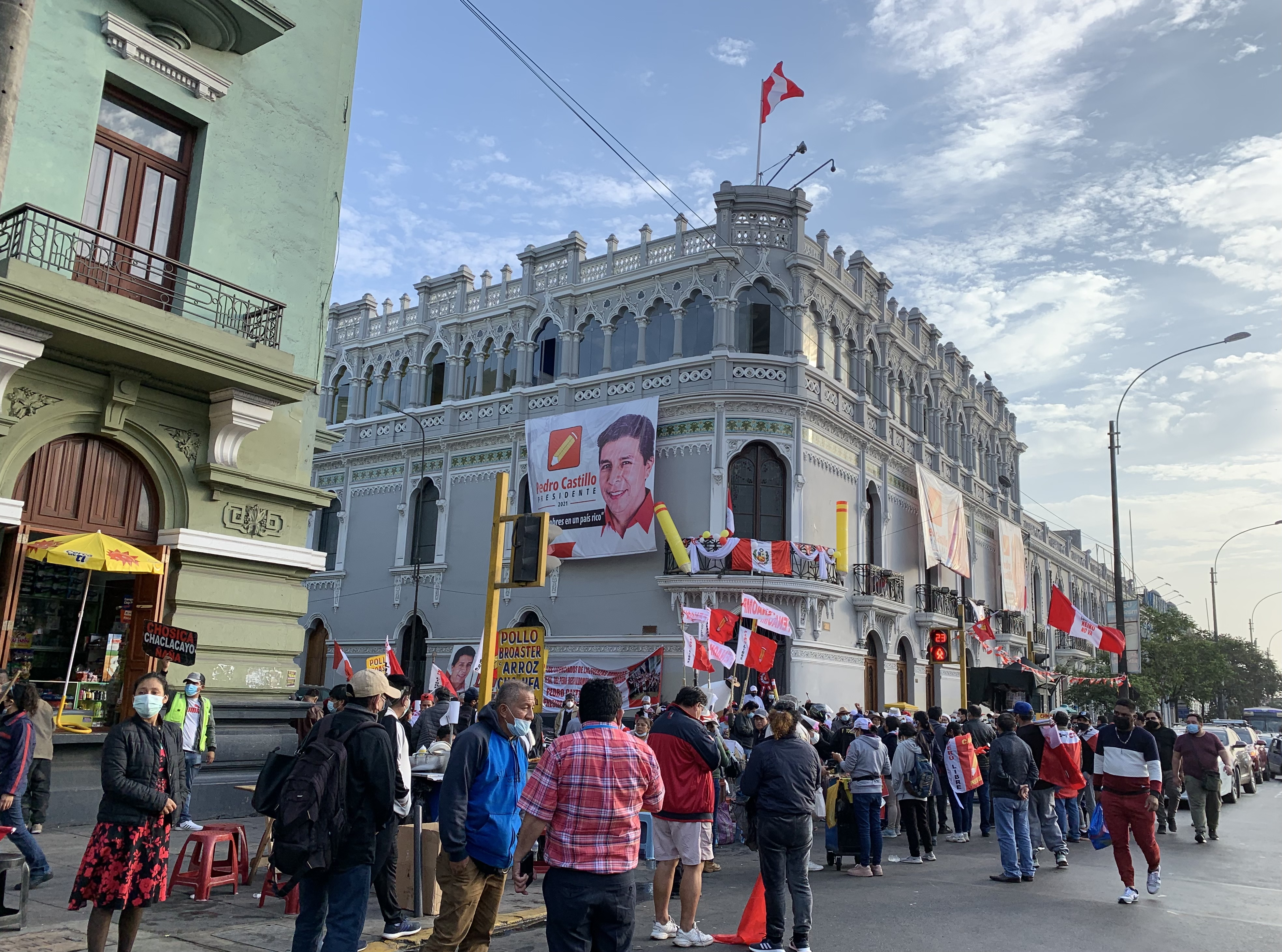
Simpatizantes de Pedro Castillo en una manifestación en Lima.

Tras la divulgación del conteo rápido y de los primeros resultados oficiales, se sucedieron protestas por parte de simpatizantes tanto de Perú Libre como de Fuerza Popular. En medio de las acusaciones de un supuesto fraude y el final del conteo de votos, tuvieron lugar marchas y protestas casi a diario, principalmente en la capital peruana (Lima). Además de los propios simpatizantes de Fujimori, grupos opositores a Castillo (movilizados por «miedo al comunismo» o «aversión a la izquierda») compuestos por anticomunistas, ultraderechistas e hispanistas se movilizaron exigiendo la anulación de las elecciones. Asimismo, causó controversia la presencia de miembros de las rondas campesinas (simpatizantes de Castillo) portando machetes durante una movilización en la Plaza San Martín. La demora en la proclamación de resultados y las acusaciones de un supuesto «fraude» y «robo» en los comicios han propiciado un clima de crispación y polarización poselectoral.

### Intentos de anulación de las elecciones
Las declaraciones de Fujimori sobre la posibilidad de revocar las elecciones se describieron como inspiradas por los intentos de revocar las elecciones presidenciales de Estados Unidos de 2020 por parte del expresidente estadounidense Donald Trump.
El 18 de junio, el expresidente de la Corte Suprema Javier Villa Stein presentó una demanda de amparo al calificar de «cuestionada» la votación en el balotaje, alegando un supuesto «proceso electoral viciado por diversos actos que menoscaban la voluntad popular» y demandando al Poder Judicial «declarar nula la elección». Ante dicho pedido, el abogado Renán Galindo Peralta solicitó rechazarlo de plano al considerarlo improcedente por situarse «al margen de la Ley Orgánica de Elecciones» y por carecer el Poder Judicial de competencias para anular elecciones. El 26 de junio, la demanda fue declarada improcedente.

### Invocaciones a un «golpe de Estado»
Durante y tras el conteo de votos se difundieron rumores de un posible golpe de Estado contra el presidente Francisco Sagasti o el propio Castillo, si es que fuera declarado ganador oficial de las elecciones presidenciales. En una carta firmada por casi un centenar de oficiales retirados de las Fuerzas Armadas peruanas se pedía a los actuales líderes militares peruanos se negaran a reconocer la elección de Castillo a la presidencia. El presidente Sagasti condenó la carta, señalando que intentan «incitar a los altos mandos del Ejército, la Marina y la Fuerza Aérea para que quebranten el Estado de Derecho».

### Difusión de los «vladiaudios»
Pocos días después de la «declinación» de Luis Arce, el excandidato presidencial Fernando Olivera presentó, en una conferencia de prensa realizada en instalaciones de su partido Frente de la Esperanza 2021, grabaciones de Vladimiro Montesinos (exjefe de facto del Servicio de Inteligencia Nacional peruano durante el fujimorato) donde proponía sobornar a miembros del pleno del Jurado Nacional de Elecciones para que resolvieran favorablemente los recursos presentados por Fuerza Popular. A raíz de la difusión de esos audios, la Fiscalía peruana inició una nueva investigación contra Fujimori.

### Investigación por financiamiento en la anulación de votos
En 2023, el Ministerio Público anunció una investigación a dirigentes de Fuerza Popular para conocer el origen del financiamiento de más de un millón de soles para la revisión de firmas de los votos supuestamente cuestionados.

## Reacciones

### Personajes públicos
Lourdes Flores Nano, lideresa del Partido Popular Cristiano (partido que apoyó a Fujimori en el balotaje), sostuvo haber realizado su propio análisis sobre ciertas actas electorales, concluyendo que existió un mecanismo para inclinar «la votación de manera indebida» a favor de Pedro Castillo. Rafael López Aliaga, excandidato presidencial por Renovación Popular quien endosó su apoyo a Fujimori en el balotaje, opinó que la segunda vuelta o balotaje debería volver a realizarse porque «hay un fraude que ya no se puede tapar». Alfredo Barnechea, excandidato presidencial por Acción Popular, afirmó que las irregularidades detectadas «son masivas» y que por ello el balotaje debería repetirse con observación internacional o de lo contrario quien salga electo «no tendrá ninguna legitimidad». El escritor peruano radicado en España Mario Vargas Llosa se mostró a favor de que las autoridades electorales revisen con detenimiento las actas impugnadas precisando que lo importante es tener como presidente «a quien la mayoría de los electores peruanos ha elegido y no a un presidente fraudulento». El expresidente de Colombia e integrante del foro internacional IDEA (Iniciativa Democrática de España y las Américas) Andrés Pastrana afirmó que «hay serios indicios que Venezuela tiene sus manos metidas en el sistema electoral peruano», sugiriendo realizar una auditoría internacional a los resultados electorales.
El expremier Salvador del Solar señaló que «no hay base legal para denunciar fraude ni para pedir nuevas elecciones». El periodista César Hildebrandt señaló que al desconocer el resultado de las elecciones, «lo que está haciendo Keiko Fujimori equivale a un golpe de Estado blando», calificando a las denuncias de supuesto fraude de Fujimori como «trumpismo andino», una analogía a las reacciones del expresidente estadounidense Donald Trump tras su derrota en las elecciones presidenciales de Estados Unidos de 2020. El secretario general de la Asociación Civil Transparencia, Iván Lanegra, declaró que «no hay ningún indicio de fraude» en los comicios peruanos. Verónika Mendoza, excandidata presidencial quien endosó su apoyo a Castillo en el balotaje, calificó los pedidos de nulidad de Fuerza Popular como intentos para desconocer los resultados electorales y «golpear la democracia». Tras la «declinación» del magistrado Arce, el excandidato presidencial George Forsyth la atribuyó como parte de la preparación de un «golpe de Estado» y que el propio Arce estaba «atentando contra la democracia».

### Observadores electorales
- : la Misión de Observación Electoral (MOE) de la Organización de los Estados Americanos describió al balotaje como «un proceso electoral positivo» sin «graves irregularidades»;[82] tras los recursos de nulidad presentados por la campaña de Fujimori, enfatizó que el sistema electoral peruano «cuenta con garantías del debido proceso».[83] Asimismo, calificó de «insólita renuncia» la declinación de Arce y valoró el accionar del máximo tribunal electoral peruano como «con apego a la ley y a los reglamentos vigentes».[12]
- : la misión observadora de la Unión Europea en Perú publicó un comunicado donde calificó el desarrollo del balotaje como «libre y democrático» y ratificó su confianza en las autoridades electorales para la resolución de los recursos presentados por Fuerza Popular.[83]
- La Asociación Civil Transparencia señaló que el balotaje se desarrolló con normalidad, reiterando que «no [se] ha encontrado indicio alguno de fraude en las elecciones del pasado 6 de junio».[84] Asimismo, resaltó que sobre ese punto «han coincidido las misiones internacionales de observación electoral y la Defensoría del Pueblo».[84]
- La Defensoría del Pueblo del Perú aseguró que, durante su supervisión electoral, «no se ha advertido de parte de las autoridades electorales ningún intento de alterar la voluntad popular».[84]
- IDEA Internacional invocó en comunicado a desestimar el hostigamiento y animó en «buscar resultados legítimos cuanto antes».[85]

### Organizaciones gubernamentales
- La Oficina Nacional de Procesos Electorales aseguró que el conteo de votos se realizó con transparencia, rechazando las aseveraciones de Andrés Pastrana y calificándolas de «fake news».[86] Asimismo, enfatizó las declaraciones observadores internacionales, quienes precisaron que el proceso electoral «fue organizado de manera correcta y exitosa de acuerdo con los estándares nacionales e internacionales».[87]

- El Departamento de Estado estadounidense calificó al sistema electoral peruano como «un modelo de democracia en la región» y a las propias elecciones como «libres, justas, accesibles y pacíficas»,[16] aunque también estimó necesario «que se dé tiempo a las autoridades electorales para procesar y publicar los resultados de acuerdo con la ley peruana».[88]

- El Poder Judicial (aludido en la carta de declinación de Arce) emitió un comunicando calificando a sus acusaciones como «expresiones contrarias a la realidad» y «consideraciones jurídicas inaceptables y acusaciones sin fundamento».[89]

## Estudios y análisis

### Análisis
Un análisis estadístico de la empresa Ipsos Perú sobre los resultados publicados por la Oficina Nacional de Procesos Electorales no encontró evidencia de una distribución atípica de votos, ni en determinadas zonas geográficas ni para un candidato en particular. Caso similar ocurrió con el portal Convoca, en que se recurrían exposiciones falsas como electorales fallecidos, extranjeros en las urnas y encuestas ficticias, que fueron adoptados de otros países como Colombia y España.
Los cientistas políticos Steven Levitsky y Alberto Vergara advirtieron de un eventual «golpe electoral».
El fiscal José Domingo Pérez incluyó el caso del «fraude electoral» en el capítulo «Actividades contrarias a los principios democráticos: instrumentalización del fraude electoral como estrategia de captura del poder y deslegitimación del sistema democrático» en el informe de investigación al partido Fuerza Popular dirigido a la fiscal de la nación, Delia Espinoza.

### Estudios de opinión
En una encuesta realizada por Datum Internacional, un 65% de encuestados (tanto votantes de Pedro Castillo como de Keiko Fujimori) creía que existían «indicios» de fraude en las elecciones. No obstante, una encuesta del Instituto de Estudios Peruanos arrojó que un 66% de encuestados consideraba que Pedro Castillo había triunfado en el balotaje. Una encuesta de Ipsos Perú sobre el desempeño de ambos contendores tras las elecciones mostraba un 47 % de desaprobación para Pedro Castillo, comparado a un 65 % de desaprobación para Keiko Fujimori.